# Alistair Campbell
Alistair Campbell (12 de diciembre de 1907 – 5 de febrero de 1974) fue un historiador británico, académico de  Cátedra Rawlinson y Bosworth para la lengua anglosajona de la Universidad de Oxford y miembro de Pembroke College desde octubre de 1963 hasta su muerte. Fue editor del poema en inglés antiguo sobre la batalla de Brunanburh, el Chronicon de  Æthelweard y De abbatibus (o la Canción del Abad) del poeta anglosajón Æthelwulf. Fue autor de Old English Grammar (gramática del inglés antiguo), y traductor del texto en latín, Encomium Emmae Reginae, al inglés moderno por primera vez en 1949, reimpreso posteriormente Cambridge University Press en 1998, con una introducción de Simon Keynes.
Campbell fue el primer académico que marcó las distinciones entre el latín clásico y el estilo hermenéutico.